# Ágnes Babos
Ágnes Babos (Kecskemét, 12 mei 1944 – 13 mei 2020) was een handbalspeelster uit Hongarije. In 1965 werd ze in West-Duitsland wereldkampioen.
Na haar sportcarrière werd ze eerst handbalcoach en leraar lichamelijke opvoeding.
Ze werd ernstig ziek en overleed een dag na haar 76e verjaardag.

## Erelijst
- Nemzeti Bajnokság I:1972, 1973, 1974, 1975
- Magyar Kupa:1965, 1969, 1971, 1974, 1976
- Wereldkampioenschap:1ste 1965, 3de 1971
- Hongaars handbalster van het jaar: 1970, 1972

· 1964 Mária Tóth · 1965 Anna Rothermel · 1966 Erzsébet Bognár · 1967 Ágnes Végh · 1968 Mária Holub · 1970 Ágnes Babos · 1971 Márta Giba · 1972 Ágnes Babos · 1973 Ágota Bujdosó · 1974 Amália Sterbinszky · 1975 Ágota Bujdosó · 1976 Amália Sterbinszky · 1977 Amália Sterbinszky · 1978 Mária Vanya · 1979 Marianna Nagy · 1980 Marianna Nagy · 1981 Marianna Nagy · 1982 Marianna Nagy · 1983 Anna György · 1984 Zsuzsa Nyári · 1985 Marianna Nagy · 1986 Marianna Racz · 1987 Katalin Szilágyi · 1988 Csilla Elekes · 1989 Beatrix Kökény · 1990 Györgyi Hang · 1991 Beatrix Kökény · 1992 Erzsébet Kocsis · 1993 Éva Erdős · 1994 Erzsébet Kocsis · 1995 Beatrix Kökény · 1996 Eszter Mátéfi · 1997 Beatrix Balogh · 1998 Beáta Siti · 1999 Beáta Siti · 2000 Bojana Radulović · 2001 Ágnes Farkas · 2002 Ágnes Farkas · 2003 Katalin Pálinger · 2004 Katalin Pálinger · 2005 Anita Görbicz · 2006 Anita Görbicz · 2007 Anita Görbicz · 2008 Orsolya Vérten · 2009 Orsolya Vérten · 2010 Katalin Pálinger · 2011 Zita Szucsánszki · 2012 Zsuzsanna Tomori · 2013 Anita Görbicz · 2014 Anita Görbicz · 2015 Zita Szucsánszki · 2016 Zita Szucsánszki · 2017 Anita Görbicz · 2018 Anikó Kovacsics · 2019 Nadine Schatzl · 2020 Blanka Bíró · 2021 Gréta Márton